# Garyops ferrisi
Espèce
Synonymes
- Sternophorus ferrisi Chamberlin, 1932

Garyops ferrisi est une espèce de pseudoscorpions de la famille des Sternophoridae.

## Distribution
Cette espèce est endémique du Michoacán au Mexique.

## Description
Le mâle décrit par Harvey en 1985 mesure 3,8 mm.

## Systématique et taxinomie
Cette espèce a été décrite sous le protonyme Sternophorus ferrisi par Chamberlin en 1932. Elle est placée dans le genre Garyops par Harvey en 1985.

## Étymologie
Cette espèce est nommée en l'honneur de Gordon Floyd Ferris.

## Publication originale
- Chamberlin, 1932 : On some false scorpions of the superfamily Cheiridioidea (Arachnida - Chelonethida). Pan-Pacific Entomologist, vol. 8, p. 137-144 (texte intégral).